# Rambaldo VI di Collalto
Rambaldo VI di Collalto (prima del 1191 – dopo il 1223) è stato un nobile italiano.

## Biografia
Rambaldo VI nacque dal conte Schinella I di Collalto. Nel 1191 l'imperatore Enrico V confermò il dominio sulla Contea di Treviso a lui e a suo fratello Ensedisio II di Collalto, assieme al quale viene ricordato anche nel 1223.

## Discendenza
Al conte vengono attribuiti i seguenti figli:
- Beata Giuliana di Collalto (1186 circa-1262), detta "la Pia", badessa del Monastero dei Santi Biagio e Cataldo a Venezia;[1][6]
- Schinella II di Collalto, conte di Treviso, sposò Honore;[1][6]
- Ensedisio III di Collalto (floruit 1202-1234), conte di Treviso, sposò Odorica d'Este;[1][4][6]
- Roberto di Collalto;[1][4][6]
- Agnese di Collalto, che sposò il marchese Azzo VIII d'Este;[1][6]
- Margherita di Collalto, che sposò il marchese Guglielmo del Monferrato;[1][6]
- Nera Ippolita di Collalto, che sposò il conte Alberto I di Gorizia;[1][6]
- Alduvia o Aldavirida di Collalto, che probabilmente morì nubile;[1][6]
- Chiara di Collalto, che sposò il conte Riccardo da Camino;[1][6]
- Albergonda di Collalto;[6]
- Verde di Collalto, che sposò il marchese di Brandeburgo.[6]